# Tail code

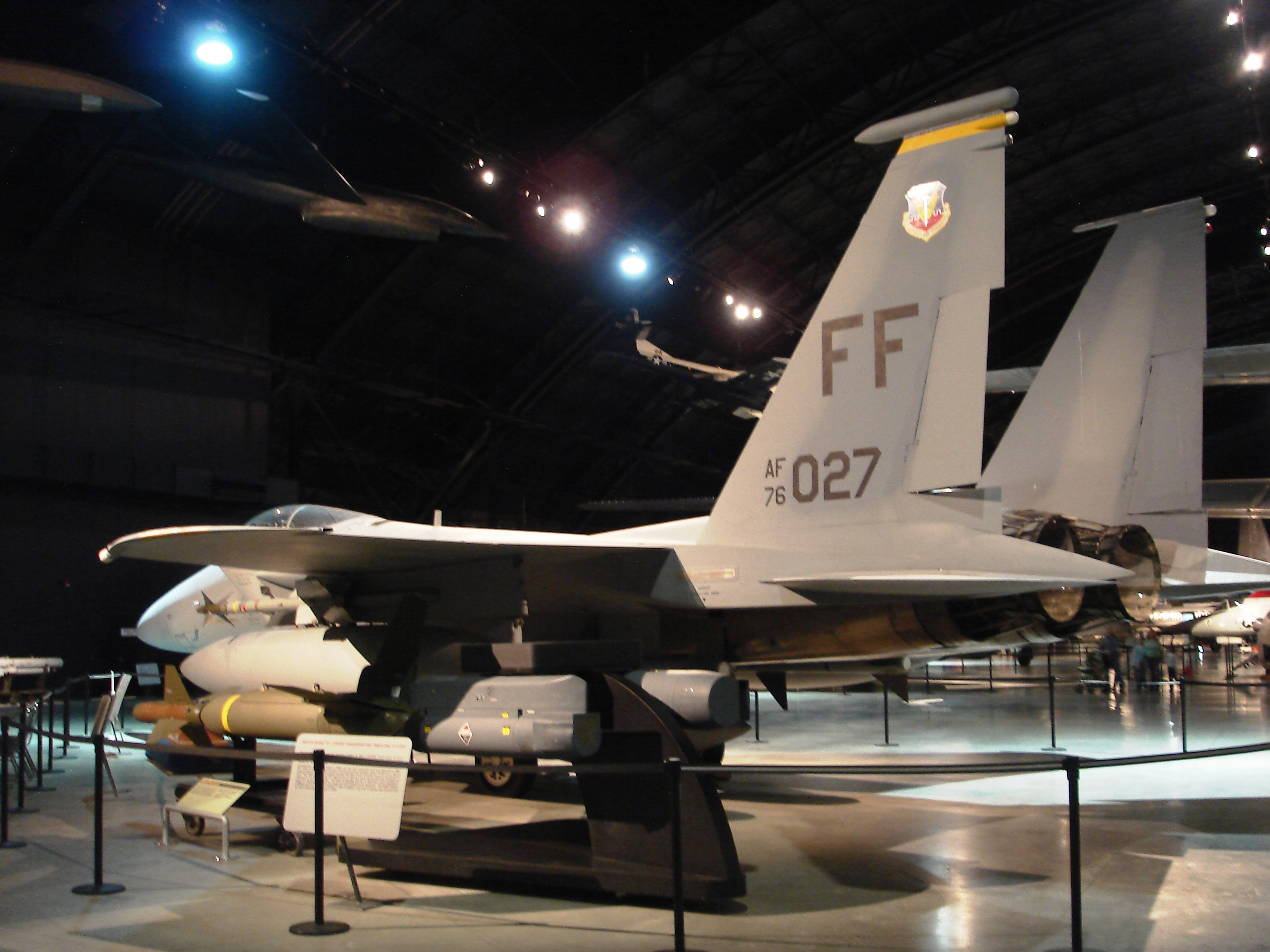
Tail code del 1st Fighter Wing USAF visibili su un F-15 Eagle.

Si chiamano tail code ("codici di coda") le scritte normalmente tracciate sulla deriva che facilitano l'identificazione dell'unità e/o della base di assegnazione (occasionalmente anche altre informazioni non uniche) di aerei delle forze armate statunitensi. Va tenuto distinto da numero di serie, numero di ufficio, codice di registrazione, che forniscono un'identificazione unica dell'aeromobile (sono dati specifici che contraddistinguono un singolo velivolo).

## U.S. Air Force
La U.S. Air Force usa numerosi codici riferiti agli aerei. Dal 1993 tutte le componenti USAF, tra cui Air Force Reserve ed Air National Guard (ANG), utilizzano questo sistema. Due grandi lettere identificano la base di appartenenza, o in alcune organizzazioni, un riferimento storico, come "FF" ("First Fighter") per il 1st Fighter Wing o "WP" ("Wolf Pack") nel caso dell'8th Fighter Wing. Le unità Air National Guard di solito usano le due lettere identificative del singolo Stato USA come tail code, ma ci sono eccezioni, come il 110th Airlift Wing che usa "BC" ("Battle Creek") invece del "MI" impiegato dalle altre unità della Michigan Air National Guard. I singoli aerei sono ulteriormente identificati da tre caratteri numerici più piccoli che sono le ultime tre cifre del numero seriale del velivolo, di solito preceduti da due cifre più piccole che indicano l'anno fiscale in cui è stato ordinato l'aereo.
Tutti gli aerei di ogni tipo assegnati ad un'unità, o nel caso di unità ANG, all'intero Stato, usano un codice comune. In alcuni casi, come nell'installazioni Air Force in Alaska (AK) e Hawaii (HH), tutti gli aerei di ogni componente condividono il medesimo codice. Tipicamente, unità di diversi comandi ubicati nella medesima base usano codici differenti. Ad esempio, il 509th Bomb Wing a Whiteman AFB (Missouri), usa "WM" mentre il 442nd Fighter Wing dell'Air Force Reserve nella stessa base usa "KC" ("Kansas City"). 

### Scritte dell'Air Mobility Command
Gli aerei dell'Air Mobility Command (AMC) non usano codici identificativi a due lettere, ma invece hanno il nome della base scritto nel tail flash. Gli aerei dell'AMC usano anche uno schema differente per identificare il numero di serie dell'apparecchio. Fanno ricorso ad un numero di cinque cifre in cui tutte le cinque cifre sono della stessa misura. Per lo più, la prima cifra corrisponde all'ultima dell'anno fiscale (FY) e le restanti cifre identificano il numero a quattro cifre. Quando siano stati ordinati nello stesso più di 10 000 aerei (nel 1964, ad esempio), si usa l'intera sequenza di cinque cifre (omettendo l'identificatore FY).

## U.S. Navy
Il sistema di identificazione visiva degli aerei della U. S. Navy usa tail code e modex I tail code del Carrier Air Wing ("stormo aereo imbarcato") (CVW) denotano a quale flotta appartenga l'Air Wing; "A" per Atlantic Fleet ed "N" per Pacific Fleet. Tutte le squadriglie che sono schierati come parte di quello stormo aereo, a prescindere da quale tipo di velivolo ad ala fissa o rotante dello stormo impieghino, o a quale base appartengano, esibiscono un tail code in formato CVW come segue:
- CVW-1: AB
- CVW-2: NE
- CVW-3: AC
- CVW-5: NF
- CVW-7: AG
- CVW-8: AJ
- CVW-9: NG
- CVW-11: NH
- CVW-17: NA

Gli Electronic Attack Squadron (VAQ) dell'Electronic Attack Wing Pacific che non sono assegnati ad un CVW ma sono invece schierati in basi di terraferma a supporto di missioni congiunte ("Expeditionary" VAQ Squadrons) usano il tail code NL.
I Fleet Replacement Squadron (FRS) per aerei ad ala fissa dislocati su portaerei usano lo stile di tale code CVW. Gli FRS per aerei ad ala fissa basati su portaerei della Naval Air Force Pacific Fleet usano il tail code NJ e gli FRS per aerei ad ala fissa basati su portaerei della Naval Air Force Atlantic Fleet mostrano il tail code AD. Gli FRS per gli elicotteri imbarcati su portaerei non seguono questa regola.
Il Tactical Support Wing (già Reserve Carrier Air Wing 20) della US Navy Reserve usa il tail code AF. NW era il tail code della Helicopter Wing Reserve che è stata disciolta, ma le due squadriglie elicotteri che ancora esistono continuano ad usare quel codice benché lo stormo (wing) non esista più.
Gli FRS elicotteri e le squadriglie elicotteri non assegnate ai Carrier Air Wing (escluse le squadriglie della riserva); e tutte le squadriglie ad ala fissa con base a terra, tra cui gli FRS aerei e le squadriglie di riserva con base a terra, usano codici a due lettere esclusivi per ciascuna squadriglia. Questi codici sono specifici delle squadriglie e non identificano lo stormo cui appartiene la squadriglia né la stazione aerea in cui ha la base.
Gli aerei del Training Command, impiegati per addestrare i futuri Naval Aviator e Naval Flight Officer, usano un tail code con una sola lettera che identifica lo stormo addestrativo dell'aereo.
- TW-1 NAS Meridian, MS: A
- TW-2 NAS Kingsville, TX: B
- TW-4 NAS Corpus Christi, TX: G
- TW-5 NAS Whiting Field, FL: E
- TW-6 NAS Pensacola, FL: F

Gli elicotteri Search and Rescue e gli aerei da trasporto leggero assegnati a Naval Air Station o Naval Air Facility usano un codice a due caratteri consistenti del numero 7 o 8 seguito da una lettera unica per ciascuna Naval Air Station/Facility.

## U.S. Marine Corps
U.S. Marine Corps e U. S. Navy condividono lo stesso sistema. Le squadriglie USMC usano codici a due lettere unici per ciascuna squadriglia. I codici sono specifici per la squadriglia e non identificano il Marine Air Group (MAG) né il Marine Air Wing (MAW) a cui appartiene la squadriglia, né ancora la stazione aerea in cui ha la base. Fanno eccezione le squadriglie assegnate ad un Navy Carrier Wing che usano il tail code del Carrier Air Wing.
Gl aerei da trasporto leggero assegnati alle Marine Air Station usano un tail code a due caratteri consistenti del numero 5 seguito da una lettera unica per ciascuna Marine Corps Air Station.

### Libri
- Tail Code - The Complete History of USAF Tactical Aircraft Tail Code Markings by Patrick Martin, Published 1994
- Hook Code - United States Navy and Marine Corps Aviation Tail Code Markings 1963-1994 by Patrick Martin, Published 1994

### Articoli
- 2012 USAF Tail Codes (page 52-54)